# Great Jones Street
Great Jones Street è un romanzo dell'autore statunitense Don DeLillo pubblicato nel 1973
Il libro è stato tradotto in ungherese, spagnolo, francese, polacco e italiano.

## Trama
La rockstar Bucky Wunderlick, all'apice della fama, decide di abbandonare il suo gruppo mentre è in corso una tournée. Si rifugia in un angolo nascosto di New York, in un appartamento di Great Jones Street, per sfuggire al culto della personalità di cui è oggetto e a un successo in cui non crede più. 
L'esilio del protagonista, però, è continuamente disturbato dalle visite più disparate: giornalisti a caccia di scoop, agenti interessati a certe sue incisioni inedite, emissari di una misteriosa comune agricola che tentano di coinvolgerlo nel commercio di una nuova e potente droga carpita ai laboratori federali.

## Edizioni in italiano
- Don DeLillo, Great Jones street, traduzione di Marco Pensante, Milano: Il saggiatore, 1997
- Don DeLillo, Great Jones street, traduzione di Marco Pensante, Milano: Net, 2004
- Don DeLillo, Great Jones street, traduzione di Marco Pensante, Torino: Einaudi, 2009